# كوديم قليل المتاع
كوديم قليل المتاع (الاسم العلمي:Codiaeum oligogynum) هو نوع من النباتات يتبع جنس الكوديم من الفصيلة الفربيونية. تم وصف هذا النوع من النبات علمياً لأول مرة من قبل غوردن مكفرسون سنة 1987.